# 6ix9ine
Daniel Hernandez (sinh ngày 8 tháng 5 năm 1996), được biết đến với tên sân khấu là 6ix9ine (phát âm là "Six Nine"), còn được gọi đơn giản là Tekashi, là một rapper người Mỹ. Âm nhạc của anh đã được đánh dấu bằng một phong cách rap mạnh mẽ, trong khi tính cách gây tranh cãi của anh được đặc trưng bởi mái tóc màu cầu vồng đặc biệt, hình xăm rộng rãi, mối thù công khai với những người nổi tiếng và các vấn đề pháp lý.
6ix9ine được biết đến rộng rãi vào cuối năm 2017 sau khi phát hành đĩa đơn đầu tay "Gummo", một bản sleeper hit. Sau đó, anh đã phát hành bản mixtape Day69 (2018), được hỗ trợ bởi các đĩa đơn "Kooda", "Keke" và "Gotti", tất cả đều được xếp hạng trên Billboard Hot 100. "Fefe", với Nicki Minaj và Murda Beatz, một đĩa đơn trong album đầu tay Dummy Boy (2018), đạt vị trí thứ ba trên Hot 100. Mặc dù nhận được sự phê phán tiêu cực, Dummy Boy đã được chứng nhận bạch kim bởi Hiệp hội Công nghiệp ghi âm Hoa Kỳ (RIAA).
Vào năm 2015, 6ix9ine đã phạm tội trọng tội sử dụng trẻ em trong hoạt động tình dục và nhận thời gian thử thách bốn năm và lệnh dịch vụ cộng đồng 1.000 giờ. Trong năm 2018, Anh bị bắt về gian lận, vũ khí, và chi phí thuốc. Anh ta đã phạm tội với chín tội danh bao gồm cả âm mưu giết người và cướp có vũ trang vào tháng 2 năm 2019, và đã bị phạt tù hai năm sau khi làm chứng cho việc truy tố. Vào tháng 4 năm 2020, anh đã được cấp phép sớm trong đại dịch COVID-19 sau những lo ngại về tính dễ bị tổn thương của anh đối với căn bệnh này do tình trạng hen suyễn của anh. Anh bị quản thúc tại gia trong thời gian còn lại của nhiệm kỳ.
Sau khi ra tù, đĩa đơn "Gooba" của anh ra mắt và đạt vị trí thứ ba tại Mỹ, và "Trollz", lần hợp tác thứ ba của anh với Nicki Minaj, ra mắt ở vị trí số một trong cả nước.

## Đầu đời
Daniel Hernandez sinh ngày 8 tháng 5 năm 1996, tại Bushwick, Brooklyn, Thành phố New York với một người mẹ đến từ Atlixco, Puebla, Mexico và một người cha từ Río Piedras, San Juan, Puerto Rico. Cha của anh cũng được đặt tên là Daniel Hernandez. Mẹ của anh, Natividad Perez-Hernandez, đến Hoa Kỳ năm 1988 để tìm kiếm một cuộc sống và cơ hội tốt hơn; cô ấy là một công nhân nhà máy và dọn dẹp nhà cửa. Cô cũng là một bệnh nhân tiểu đường và đã phẫu thuật bốn thoát vị. Hernandez đã chơi bóng chày và bóng đá suốt cả tuổi trẻ. Anh ta được chỉ định vào một đội bóng đá lớn ở tuổi 13 nhưng mẹ anh ta từ chối vì cô không tin một người lạ lấy con trai mình từ nhỏ. Hernandez có một người anh trai, Oscar Osiris Hernandez (sinh ngày 25 tháng 8 năm 1994). Hernandez có tên đầu tiên được xăm ở bên phải đầu. Hernandez và anh trai Oscar được nuôi dưỡng trong một nhà thờ trong suốt tuổi trẻ của họ. Anh hát trong thánh lễ và được chọn nhiều lần để đọc lời Chúa, đoạn yêu thích của anh là Thi thiên 121. Đối với trường tiểu học, anh học trường Public School 59, đối với trường cấp hai, anh học trường cấp hai Juan Morel Campos, và đối với trường trung học, anh học trường Legacy High School. Anh rời trường trung học vào khoảng năm lớp mười.
Hernandez không biết cha mình cho đến khi 9 tuổi và chỉ có một mối quan hệ ngắn ngủi với ông ấy. Mẹ của Hernandez nói với anh rằng cha của anh đã chết, cha của Hernandez cho biết. Cha của Hernandez nói rằng một trong những lý do chính khiến anh mất liên lạc với con trai và gia đình, là vì cha dượng của Hernandez sẽ xé những lá thư anh gửi cho vợ con. Cha của Hernandez là một người nghiện heroin và ở tù 5 năm vì bán ma túy. Cha dượng của Hernandez đã bị bắn chết cách nhà của gia đình vào năm 2010. Sau khi cha dượng bị sát hại, mẹ của Hernandez không thể kiếm đủ tiền để nuôi con. Cô ấy đã nộp đơn xin phúc lợi, và đã có nhiều đêm Hernandez và anh trai đi ngủ mà không ăn tối. Do cuộc đấu tranh tài chính của mẹ mình, Hernandez và anh trai phải mặc quần áo đã qua sử dụng và anh phải ngủ chung giường với mẹ. Bối rối về mặt cảm xúc trước cái chết của cha dượng, anh không thể tắm hay ăn uống đến mức sút cân, anh được điều trị và phải nhập viện vì chứng trầm cảm và rối loạn căng thẳng sau chấn thương. Hernandez cũng bắt đầu hành động do cái chết của cha dượng và cuối cùng bị đuổi học ở lớp 8 vì hành vi xấu. Thay vì tiếp tục việc học của mình, anh bắt đầu làm nhiều công việc khác nhau như là một người bồi bàn và một nhân viên giao hàng tại một cửa hàng tạp hóa để giúp đỡ mẹ về tài chính.